# Лаверецкий, Аким Панфилович
Аким Панфилович Лаверецкий (1805, предположительно Выкса, Нижегородская губерния — 24 ноября [6 декабря] 1888, Санкт-Петербург) — русский скульптор, свободный художник-литейщик, отец скульпторов Николая и Ивана Лаверецких.

## Биография
Учился в Императорской Академии художеств как вольноприходящий ученик. В 1847 году получил звание неклассного художника по скульптуре.

## Работы
- «Венера, подвязывающая сандалии» (Эрмитаж).
- «Мраморная группа с младенцем Иисусом и Св. Иоанном»,
- Бюст князя А. Голицына
- Бюст И. И. Бецкого. Установлен в 1868 году во дворе Петербургского Воспитательного дома. Увеличенная копия с оригинала Я. И. Земельгака, 1803; наб. Мойки, 52.[3]